# Xaisomboun
Xaisomboun (también llamada Saysomboun, ໄຊສົມບູນ en lao) fue una zona especial (khetphiset) de Laos, localizada en el norte del país, cerca de la capital Vientiane. La zona especial fue creada en 1994 con áreas antes pertenecientes a las provincias de Vientiane y Xiangkhoang.
Esta zona especial se disolvió en 13 de enero de 2006.

## Divisiones administrativas
La Zona Especial estaba compuesta por los siguientes distritos:
1. Hom (18-03)
2. Longsane (18-04)
3. Phun (18-05)
4. Thathom (18-02)
5. Xaysomboun (18-01)

## Historia
- El 23 de septiembre de 2004 los distritos Hom y Longsane fueron combinados. El distrito nuevo, todavía llamado Hom, fue asignado de nuevo a la Provincia de Vientián.
- El 27 de junio de 2005 los distritos Phun y Xaysomboun fueron combinados, con el distrito nuevo todavía llamado Xaysomboun.
- El 13 de enero de 2006 la zona especial fue disuelta. El distrito de Xaysomboun fue asignado de nuevo a la Provincia de Vientiane, mientras Thaton fue a la Provincia de Xiangkhoang.

- Datos: Q846580